# Albrecht Wellmer
Albrecht Wellmer (Bergkirchen, Alemanha, 9 de julho de 1933 - Berlim, 13 de setembro de 2018) foi um filósofo na Universidade Livre de Berlim.
Wellmer formou-se no antigo Ginásio em Minden. Estudos de matemática e física em Berlim e Kiel (1954-1961). De 1961 a 1966, estudou filosofia e sociologia em Heidelberg e Frankfurt. Tornou-se Doutor em 1966 em filosofia na Universidade de Frankfurt. Nos anos de 1966 a 1977 Albrecht Wellmer foi assistente de Jürgen Habermas.
Como professor associado Wellmer trabalhou nos anos setenta, 1970-1972, no Ontário Instituto de Estudos em Educação (Universidade de Toronto) e na New School for Social Research, em Nova Iorque de 1972-1975. No mesmo período, 1973 a 1974, como assistente no Max-Planck-Institut (Instituto Max Planck), estudando as condições de vida do mundo científico-técnico. Foi professor de filosofia na Universidade de Constança de 1974 a 1990. Em 1990 no Departamento de Estética e na Hermenêutica Ciências Naturais foi professor também de filosofia. E, como professor emérito desde 2001 na Universidade de Berlim.
Em 2006, foi contemplado com o Prêmio Theodor W. Adorno, trienalmente concedido pela cidade de Frankfurt.